# 迈克·海德
迈克·海德（荷蘭語：Maaike Head，1983年9月11日—），荷兰女子赛艇运动员。她曾代表荷兰参加2012年和2016年夏季奥林匹克运动会赛艇比赛，其中在2016年奥运会收获一枚金牌。